# 布素魯克
布素魯克（維吾爾語：بۇزرۇك خان‎，拉丁维文：Buzruk Xan；Buzurg Khān Tūra，Büzürg，1824年—1869年），亦称布士尔克、布索鲁克汗、布孜尔罕、布孜罕、布苏洛，是納克什班迪教團白山派和卓，名義上的哲德沙尔汗。
他是阿帕克和卓的后裔，张格尔的儿子，藏匿在浩罕。1864年十二月，浩罕的阿古柏伯克和阿里达什挟持他入侵喀什噶尔，和喀什的阿奇木原布魯特（吉尔吉斯、柯尔克孜）首领思的克勾结。布素魯克成為名義上的哲德沙尔汗。后来他生活荒淫，大权被阿古柏掌握。1865年春，思的克逃亡，阿古柏势力扩大，很多布鲁特人计划拥戴他自立，阿古柏于是将他软禁。不久胁迫他到麦加朝圣，他绕道克什米尔到费尔干纳，后来一直隐居在那里。另说被秘密处死。